# 筮竹

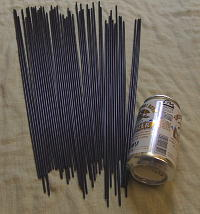
筮竹。右は350mlビール缶（サイズ比較用）

筮竹（ぜいちく）とは、易占において使われる50本の竹ひごのようなものである。長さは35cmから55cm程度のものが多く、両手で天策と地策に分けるときに扇形に開きやすいよう、手元に当たる部分をやや細く削ったものもある。算木とともに、易者のシンボルとして知られている。竹でないものもすべて含めて筮（めどき）と呼ぶ。
『繋辞伝』に「蓍之徳圓而神卦之徳方以知」とあることから、古くは蓍（シ、めどぎ。キク科の多年草であるノコギリソウを指す）の茎を用いていたことが分かる。しかし、『繋辞伝』は蓍という植物の神秘を説くものではない。周易の基本は数にあるので筮の材質は何でも良い。蓍の精油は西洋において媚薬として知られていたものであるが、無論、易の神秘の西洋魔術を混同すべきではない。ほかにメドハギも使われたという。
筮の数は大衍の数、即ち50であるが、占いに用いるときは一を太極に象（かたど）り、49を用いる。大衍の数の由来には定説がないが、天数25と地数30の和より天地に共通する五行を除くという鄭玄の説が尤もらしい。

## 使用法
50本の筮竹の中から1本（真勢流では2本）を取り、筮筒に立てるか、横に置いておく。この1本は太極を表すが、宇宙からの回答を受信するアンテナのような役割と解釈する者もいる。残り49本を集中力を高め、気合いを込めて左手（天策）と右手（地策）で2つに分け、地策の中から1本（人策）を左手薬指と小指の間に移し、何本かずつで数えて残った余りを左手に移し、左手に残った本数を数える。数えた結果の判断方法には、本筮法、中筮法、略筮法などいくつか種類があり、それぞれに異なる。

### 本筮法
十八変の筮法。『周易』繋辞上伝の記述をもとに南宋の朱熹が復元したもの（『周易本義』筮儀）。最も古い方法だが、余りにも時間が掛かり、集中力を維持するのが困難、という事情もあり、現在ではあまり行われない。易経#占法を参照。

### 中筮法
天策を8本ずつ数え取っていき（8本払い）、最後に左手に余った筮竹の数によって、以下の卦を得る。
| 剰余 | 1    | 2    | 3    | 4    | 5    | 6    | 7    | 8    |
| ---- | ---- | ---- | ---- | ---- | ---- | ---- | ---- | ---- |
| 八卦 | 乾   | 兌   | 離   | 震   | 巽   | 坎   | 艮   | 坤   |
| 記号 | 乾   | 兌   | 離   | 震   | 巽   | 坎   | 艮   | 坤   |
| 陰陽 | 老陽 | 少陰 | 少陰 | 少陽 | 少陰 | 少陽 | 少陽 | 老陰 |

このとき、陽の卦が出た爻は陽爻、陰の卦が出た爻は陰爻として扱うが、乾と坤は、之卦を求める際に逆転する。初爻から上爻まで、各爻ごとに以上の手続きを6回行って、成卦を得る。比較的簡略な手続きで、本筮法と同じように之卦を求めることができる。
※この筮法を使う場合、八卦の漢字が書かれた算木を使うと便利である。

### 略筮法
三変の筮法。江戸時代の新井白蛾『易学小筌』によって広まった方法。中筮法同様に8本ずつ数えていき、2回の手続きで内卦（成卦の下半分）、外卦（同じく上半分）をいちどきに求める。
最後に、天策を6本ずつ数え取り（6本払い）、爻位（どの爻が変転するか）を求める。
1本=初爻、2本=二爻、3本＝三爻、4本=四爻、5本=五爻、6本=上爻。
この筮法は簡便だが、変爻の扱いについては本筮法や中筮法とは大幅に異なるという問題がある。すなわち、本筮法や中筮法では、複数（ときには全部）の卦が変転する場合もあるし、全く変爻がない、という場合もあるのに、略筮法ではどれか一つの爻が必ず変転するのである。

## 代替手段
筮竹は特殊な道具であり、使い勝手や携帯性に問題があるため、古来より様々な代替手段が考えられてきた。
- サイコロ
- 本のページ番号
- 時計
- 擲銭法（硬貨）
- 算木を投げる

これらのほかに、道具そのものを使用しない易占法である、無筮立卦や時間立卦（梅花心易など）もある。無筮立卦では、その場の状況から小成八卦を導出する。